# Skałów
Skałów – wieś w Polsce położona w województwie wielkopolskim, w powiecie krotoszyńskim, w gminie Koźmin Wielkopolski.
Wieś szlachecka Skałowo, własność kasztelana międzyrzeckiego Andrzeja Górki, około 1580 roku leżała w powiecie pyzdrskim województwa kaliskiego.
W okresie Wielkiego Księstwa Poznańskiego (1815-1848) miejscowość należała do wsi mniejszych w ówczesnym pruskim powiecie Krotoszyn w rejencji poznańskiej. Skałów należał do okręgu koźmińskiego tego powiatu i stanowił część majątku Gościejewo, którego właścicielem była wówczas Józefina Ożegalska. Według spisu urzędowego z 1837 roku wieś liczyła 83 mieszkańców, którzy zamieszkiwali 7 dymów (domostw).
W latach 1975–1998 miejscowość administracyjnie należała do województwa kaliskiego.
Zobacz też: Skałowo